# Renard R35
Dimensions
Le Renard R35 est un trimoteur à cabine pressurisée, le premier avion de ligne du genre, créé et expérimenté en 1938 par les établissements aéronautiques d'Evere-Bruxelles Renard et Vertongen de l'ingénieur belge Alfred Renard (qui fut également l'associé du constructeur aéronautique belge Jean Stampe).

## Conception et développement
Étudié à la demande de la Sabena, le Renard R35 est conçu pour transporter 20 passagers, particulièrement pour les liaisons avec le Congo, en vol stratosphérique plus rapide mais dans des conditions de confort sans précédent pour l'époque.
La conception de l'appareil est basée sur l'impératif de pressurisation. La cabine se présente comme un caisson cylindrique en alliage léger, aux extrémités vaguement hémisphériques, prolongé par un fuselage de queue fait de toile tendue sur une ossature métal. Caractéristiques de l'avion ses hublots sont circulaires, y compris à l'avant du poste de pilotage. Il est spécifié pour être propulsé par trois moteurs de tous types entre 700 à 950 ch et devait en principe accueillir des Gnome et Rhône 14K de 950 ch, mais ce sont en fait des 9K de 700 ch du même constructeur qui ont été montés sur le prototype essayé.
Le prototype immatriculé OO-ARM s'écrasa lors de son premier vol, le 1er avril 1938 à Bruxelles-Evere. Le pilote Georges Van Damme, adjudant de réserve de l'Aéronautique militaire, trouva la mort dans cet accident, alors que ce jour-là le programme d'essais ne prévoyait qu'un roulage rapide queue haute et non un décollage. Les raisons de l'envol et de l'accident n'ont jamais été élucidées.
L'accident, entrainant la destruction du prototype, a mis malheureusement fin à ce programme financé par le FNRS.